# Klamberget
Klamberget är ett naturreservat i Malung-Sälens kommun i Dalarnas län.
Området är naturskyddat sedan 2010 och är 220 hektar stort. Reservatet består av naturskog, mest av tall, och mycket myrmark.